# Kiyonaga Torii
Kiyonaga Torii (jap. 鳥居 清長 Torii Kiyonaga; ur. 1752, zm. 1815), właśc. Shinsuke Sekiguchi (jap. 関口 新助 Sekiguchi Shinsuke) – japoński malarz tworzący w stylu ukiyo-e.
Pochodził z Uragi. W 1765 roku wyjechał do Edo, gdzie uczył się u Kiyomitsu Torii. Po śmierci mistrza przyjął jego nazwisko. Był czwartym i ostatnim mistrzem szkoły Torii. Malował portrety aktorów teatru kabuki oraz pięknych kobiet z dzielnic rozkoszy (bijinga). Jego obrazy, cechujące się mistrzowskim opanowaniem kompozycji i walorami kolorystycznymi, były naśladowane przez innych twórców.